# Lijst van rijksmonumenten in Enschede (gemeente)
De gemeente Enschede telt 152 inschrijvingen in het rijksmonumentenregister. Hieronder een overzicht.

## Boekelo
De plaats Boekelo telt 15 inschrijvingen in het rijksmonumentenregister. Zie lijst van rijksmonumenten in Boekelo voor een overzicht.

## Enschede
De plaats Enschede telt 60 inschrijvingen in het rijksmonumentenregister. Zie Lijst van rijksmonumenten in Enschede (plaats) voor een overzicht.

## Esmarke
De Esmarke telt 15 inschrijvingen in het rijksmonumentenregister.
| Object                                           | Oorspronkelijke functie? | Bouwjaar              | Architect              | Locatie                    | Coördinaten?                  | Nr.?   | Afbeelding                |
| ------------------------------------------------ | ------------------------ | --------------------- | ---------------------- | -------------------------- | ----------------------------- | ------ | ------------------------- |
| Berenbroek: boerderij                            | Boerderij                | 1771 / 1797           |                        | Berenbroeksweg 38          | 52° 10' 31" NB, 6° 54' 9" OL  | 15286  | Meer afbeeldingen         |
| Vakwerkschuurtje met oud-Hollandse pannen gedekt | Boerderij                |                       |                        | Van Heeksbleeklaan bij 344 | 52° 13' 26" NB, 6° 52' 7" OL  | 15294  | Upload foto               |
| Heutink                                          | Boerderij                | 1771                  |                        | Derkinkweg 65              | 52° 12' 43" NB, 6° 55' 26" OL | 15296  | Upload foto               |
| Schukkink: vakwerkschuur                         | Boerderij                |                       |                        | Schukkinkweg 15            | 52° 12' 29" NB, 6° 55' 23" OL | 15312  | Schukkink: vakwerkschuur  |
| Erve het Smalenbroek                             | Boerderij                | 1762 (jaartalsteen)   |                        | Smalenbroeksweg 15         | 52° 10' 51" NB, 6° 53' 39" OL | 363393 | Meer afbeeldingen         |
| Berenbroek: schuur                               | Boerderij                | eind 19e eeuw         |                        | Berenbroeksweg 38          | 52° 10' 31" NB, 6° 54' 8" OL  | 387937 | Meer afbeeldingen         |
| Berenbroek: theehuisje                           | Boerderij                | eerste kwart 20e eeuw |                        | Berenbroeksweg 38          | 52° 10' 31" NB, 6° 54' 8" OL  | 387947 | Meer afbeeldingen         |
| Rijksgrenssteen 840D                             | Grensafbakening          | 1743                  |                        | Rijksgrenssteen            | 52° 9' 40" NB, 6° 53' 23" OL  | 46590  | Meer afbeeldingen         |
| De Hooge Boekel: toegangshek                     | Erfscheiding             | 1925-1927             |                        | Hoge Boekelerweg 255       | 52° 14' 5" NB, 6° 56' 33" OL  | 510578 | Meer afbeeldingen         |
| De Hooge Boekel: landhuis                        | Kasteel, buitenplaats    | 1925-1927             |                        | Hoge Boekelerweg 255       | 52° 14' 5" NB, 6° 56' 33" OL  | 510579 | Meer afbeeldingen         |
| De Hooge Boekel: tuinaanleg                      | Tuin, park en plantsoen  | 1918                  |                        | Hoge Boekelerweg 255       | 52° 14' 5" NB, 6° 56' 33" OL  | 510580 | Meer afbeeldingen         |
| Tuinkoepel "De Boonekamp"                        | Tuin, park en plantsoen  | 1919                  |                        | Bonekampweg bij 125        | 52° 14' 24" NB, 6° 57' 38" OL | 510598 | Tuinkoepel "De Boonekamp" |
| Hölterhof                                        | Kasteel, buitenplaats    | 1913                  | Samuel de Clercq       | Holterhofweg 325           | 52° 11' 42" NB, 6° 56' 32" OL | 510609 | Meer afbeeldingen         |
| Schukkink: boerderij                             | Boerderij                | 1929                  | J. Jans                | Schukkinkweg 15            | 52° 12' 29" NB, 6° 55' 23" OL | 510610 | Upload foto               |
| De Boekel: tuinaanleg                            | Tuin, park en plantsoen  | 1914-1918             | Louis Van der Swaelmen | Slaghekkeweg 18            | 52° 13' 49" NB, 6° 56' 13" OL | 510645 | Upload foto               |

## Groot Driene
Groot Driene telt 4 inschrijvingen in het rijksmonumentenregister.
| Object                                                                         | Oorspronkelijke functie? | Bouwjaar | Architect        | Locatie            | Coördinaten?                  | Nr.?   | Afbeelding        |
| ------------------------------------------------------------------------------ | ------------------------ | -------- | ---------------- | ------------------ | ----------------------------- | ------ | ----------------- |
| Landhuis Zijlstra                                                              | Woonhuis                 | 1933     | J.B. van Loghem  | Leutinkweg 45      | 52° 15' 48" NB, 6° 50' 35" OL | 46640  | Meer afbeeldingen |
| Boswachterswoning in eclectische trant                                         | Dienstwoning             | 1912     | J.W. Janssen     | Leutinkveldweg 30  | 52° 16' 33" NB, 6° 50' 30" OL | 510603 | Meer afbeeldingen |
| Driener Marke                                                                  | Kasteel, buitenplaats    | 1930     | W. Hamdorff      | Drienermarkeweg 25 | 52° 15' 39" NB, 6° 50' 30" OL | 510604 | Meer afbeeldingen |
| Boerderij van het hallehuistype met herenkamer, verzorgde baksteenarchitectuur | Boerderij                | 1927     | J. Jans, Henneke | Witbreuksweg 204   | 52° 15' 14" NB, 6° 50' 58" OL | 510605 | Upload foto       |

## Lonneker
De plaats Lonneker telt 24 inschrijvingen in het rijksmonumentenregister. Zie Lijst van rijksmonumenten in Lonneker voor een overzicht.

## Twekkelo
Twekkelo telt 14 inschrijvingen in het rijksmonumentenregister. Zie Lijst van rijksmonumenten in Twekkelo voor een overzicht.

## Usselo
De plaats Usselo telt 14 inschrijvingen in het rijksmonumentenregister. Zie Lijst van rijksmonumenten in Usselo voor een overzicht.

## Overig buitengebied
| Object                                                                                            | Oorspronkelijke functie? | Bouwjaar | Architect | Locatie                              | Coördinaten?                  | Nr.?  | Afbeelding                                                            |
| ------------------------------------------------------------------------------------------------- | ------------------------ | -------- | --------- | ------------------------------------ | ----------------------------- | ----- | --------------------------------------------------------------------- |
| Belderspaal; scheiding tussen marken Usselo, Twekkelo en Oele                                     | Grensafbakening          |          |           | Belderspaal                          | 52° 13' 59" NB, 6° 45' 55" OL | 46595 | Belderspaal; scheiding tussen marken Usselo, Twekkelo en Oele         |
| Zwerfkei op grens tussen Twekkeler- en Groot Drienermarke                                         | Grensafbakening          |          |           | Zwerfkei op grens                    | 52° 14' 43" NB, 6° 49' 23" OL | 46596 | Upload foto                                                           |
| Markepaal in het Ledeboerpark; scheiding tussen Twekkeler- en Esmarke                             | Grensafbakening          |          |           | Markepaal                            | 52° 14' 11" NB, 6° 52' 3" OL  | 46605 | Markepaal in het Ledeboerpark; scheiding tussen Twekkeler- en Esmarke |
| Zwerfsteen aan het verlengde Van Heeksbleeklaan; scheiding tussen Lonneker- en Groot Drienermarke | Grensafbakening          |          |           | Zwerfsteen                           | 52° 14' 36" NB, 6° 51' 58" OL | 46606 | Upload foto                                                           |
| Zwerfsteen op landgoed Christinalust; scheiding tussen Usseler- en Twekkelermarke                 | Grensafbakening          |          |           | Zwerfsteen op Landgoed Christinalust | 52° 13' 13" NB, 6° 48' 47" OL | 46607 | Upload foto                                                           |

Almelo ·
Borne ·
Dalfsen ·
Deventer ·
Dinkelland ·
Enschede ·
Haaksbergen ·
Hardenberg ·
Hellendoorn ·
Hengelo ·
Hof van Twente ·
Kampen ·
Losser ·
Oldenzaal ·
Olst-Wijhe ·
Ommen ·
Raalte ·
Rijssen-Holten ·
Staphorst ·
Steenwijkerland ·
Tubbergen ·
Twenterand ·
Wierden ·
Zwartewaterland ·
Zwolle